# Rechterlijke billijkheidscorrectie
De rechterlijke billijkheidscorrectie (Frans: la correction judiciaire en équité) is een rechtsfiguur uit het Belgisch relatievermogensrecht die de rechter de mogelijkheid biedt om onder zeer strikte voorwaarden de gevolgen van de ontbinding van een huwelijksstelsel van scheiding van goederen te milderen. Deze figuur is geregeld in artikel 2.3.81 van het Burgerlijk Wetboek (BW).

## Omschrijving

### Geschiedenis
De mogelijkheid om een anticipatieve inbreng te doen werd oorspronkelijk ingevoerd in artikel 1474/1 van het Oud Burgerlijk Wetboek door de wet van 22 juli 2018, naar aanleiding van de hervorming van het Belgische huwelijksvermogensrecht. In 2022 werd deze rechtsfiguur behouden naar aanleiding van de invoering van boek 2, titel 3 'Relatievermogensrecht' in het Burgerlijk Wetboek van 2019.

### Voorwaarden
Het Burgerlijk Wetboek legt volgende voorwaarden op aan de rechterlijke billijkheidscorrectie (art. 2.3.81, §1, eerste lid BW):
- de echtgenoten moeten de mogelijkheid om de rechterlijke billijkheidscorrectie toe te passen, hebben voorzien in hun huwelijksovereenkomst;
- het huwelijksstelsel wordt ontbonden door echtscheiding op grond van onherstelbare ontwrichting;
- de omstandigheden zijn onvoorzien en ongunstig gewijzigd en dit:
  - ofwel sinds het sluiten van het huwelijkscontract van scheiding van goederen,
  - ofwel sinds de dag van de eis tot gerechtelijke scheiding van goederen;
- de gewijzigde omstandigheden zouden, rekening houdend met de vermogensrechtelijke situatie van beide echtgenoten, tot manifest onbillijke gevolgen leiden ten nadele van de verzoekende echtgenoot.

### Draagwijdte
Voldoet men aan de voorwaarden voor de rechterlijke billijkheidscorrectie, dan kan de familierechtbank de benadeelde echtgenoot een vergoeding toekennen ten laste van de andere echtgenoot (art. 2.3.81, §1, eerste lid BW). Deze vergoeding remedieert de manifest onbillijke gevolgen en kan niet hoger liggen dan een derde van de nettowaarde van de samengevoegde aanwinsten van de echtgenoten ten tijde van de ontbinding van hun huwelijk, waarvan vervolgens de nettowaarde van de persoonlijke aanwinsten van de verzoekende echtgenoot moet worden afgetrokken (art. 2.3.81, §1, tweede lid BW).

### Rol van de notaris
Kiezen echtgenoten voor het stelsel van scheiding van goederen, dan moeten zij in hun huwelijkscontract aangeven of zij er al dan niet voor kiezen om de mogelijkheid tot rechterlijke billijkheidscorrectie willen opnemen, al of niet met afwijkende modaliteiten (art. 2.3.81, §2, eerste lid BW). De notaris moet de echtgenoten wijzen op de juridische gevolgen van hun keuze om deze mogelijkheid al dan niet op te nemen. Als de notaris deze keuze van de echtgenoten niet uitdrukkelijk vermeldt in het huwelijkscontract, kan hij of zij daar aansprakelijk voor worden gesteld (art. 2.3.81, §2, tweede lid oud BW).